# The Seventh One
The Seventh One — седьмой студийный альбом американской рок-группы Toto, изданный в 1988 году.

## Об альбоме
При работе над диском, Toto сотрудничали с продюсером Джорджом Мэссенбургом, ранее работавшим с такими музыкантами, как: Линда Ронстадт, Аарон Невилль, 10,000 Maniacs, Little Feat, Earth, Wind & Fire и многими другими. Помимо этого, на запись были также приглашены: Джон Андерсон, который по замыслу музыкантов, должен был исполнять бэк-вокал, Джеймс Ньютон Ховард — ответственный за струнные аранжировки, Джеймс Пэнкоу, игравший на валторне, а также другие участники.
Как считает рецензент сайта Allmusic, Уильям Рульманн, материал альбома сильно уклоняется в сторону коммерческого звучания. Первую часть The Seventh One составляют пауэр-баллады, благодаря которым когда-то Toto получили признание, в частности, такими песнями на альбоме являются «Anna» и «Pamela», напоминающие давний хит группы, «Rosanna», но по сравнению с ней, они продемонстрировали «слабое» звучание, хотя всё-таки получили скромную поддержку на радиостанциях. Оставшуюся же часть диска, составляет жесткий материал, который, по мнению критика, недостаточно узнаваем для поклонников коллектива.
Эта пластинка стала последней для вокалиста Джозефа Уильямса, покинувшего группу после окончания мирового турне в поддержку альбома, The Seventh One Tour. Альбом оказался успешнее своего предшественника, Fahrenheit, хотя в США провалился. Зато коммерческего успеха The Seventh One добился на европейском рынке, где диск был принят лучше, чем в штатах, так, The Seventh One, возглавил нидерландский хит-парад альбомов, а в Швеции он вошёл в чарты на второе место. Заглавная композиция «The Seventh One» никогда не появлялась на одноимённом альбоме, однако была помещена на б-сайд сингла «Stop Loving You», а позднее, вошла в сборник Greatest Hits 1996 года.
Песня «Stop Loving You» вошла в саундтрек к телесериалу «Полиция Майами» и мультсериал «Симпсоны».

## Список композиций
| №   | Название                                                        | Автор(ы)                                | Длительность |
| --- | --------------------------------------------------------------- | --------------------------------------- | ------------ |
| 1.  | «Pamela»                                                        | Дэвид Пейч, Джозеф Уильямс              | 5:11         |
| 2.  | «You Got Me»                                                    | Пейч, Дж. Уильямс                       | 3:11         |
| 3.  | «Anna»                                                          | Стив Люкатер, Рэнди Гудрам              | 4:58         |
| 4.  | «Stop Loving You»                                               | Люкатер, Пейч                           | 4:29         |
| 5.  | «Mushanga»                                                      | Пейч, Джефф Поркаро                     | 5:35         |
| 6.  | «Stay Away»                                                     | Пейч, Люкатер                           | 5:31         |
| 7.  | «Straight for the Heart»                                        | Пейч, Дж. Уильямс                       | 3:46         |
| 8.  | «Only the Children»                                             | Пейч, Люкатер, Дж. Уильямс              | 4:11         |
| 9.  | «A Thousand Years»                                              | Уильямс, Пейч, Марк Т. Уильямс          | 4:53         |
| 10. | «These Chains»                                                  | Люкатер, Гудрам                         | 4:59         |
| 11. | «Home of the Brave»                                             | Пейч, Люкатер, Джимми Уэбб, Дж. Уильямс | 6:51         |
| 12. | «The Seventh One» (доступна только на японском издании альбома) | Пейч, Дж. Уильямс                       | 6:20         |

## Чарты и сертификации
| Страна         | Позиция |
| -------------- | ------- |
| Австрия        | 9       |
| Великобритания | 73      |
| Германия       | 10      |
| Италия         | 14      |
| Канада         | 54      |
| Нидерланды     | 1       |
| Норвегия       | 4       |
| США            | 64      |
| Франция        | 19      |
| Швейцария      | 4       |
| Швеция         | 2       |
| Япония         | 193     |

| Страна         | Сертификация |
| -------------- | ------------ |
| Швеция (IFPI)  | Золотой      |
| Франция (SNEP) | 2× Золотой   |

## Участники записи
- Джозеф Уильямс — вокал
- Стив Люкатер — гитара, бэк-вокал, основной вокал в «Anna» и «These Chains»
- Дэвид Пейч — клавишные, бэк-вокал
- Майк Поркаро — бас-гитара
- Джефф Поркаро — ударные

Приглашенные музыканты
- Том Скотт — бэк-вокал, струнные
- Джеймс Ньютон Ховард — струнные
- Джон Андерсон — бэк-вокал в «Stop Loving You»
- Ленни Кастро, Джим Келтнер, Джо Поркаро, Майкл Фишер — дополнительные перкуссии
- Джеймс Пэнкоу, Гэри Грант, Чак Финдли — валторна
- Марти Пейч — дирижёр
- Билл Пэйн — клавишные, продюсер
- Джордж Мэссенбург — продюсер
- Патти Остин, Том Келли, Линда Ронстадт — бэк-вокал